# 羅諾比

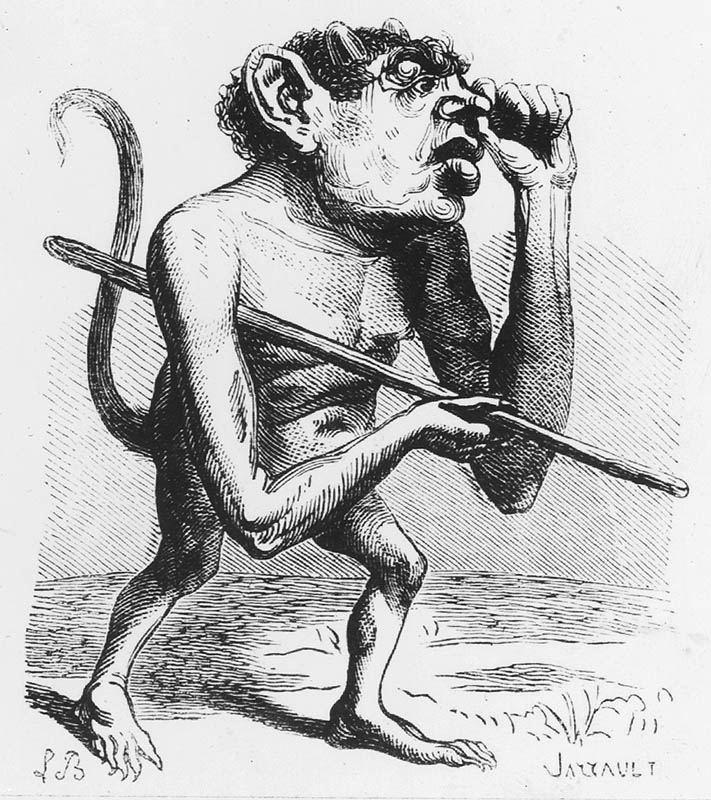
科兰·戴·布兰西所著《地獄辞典》的羅諾比畫像。

「羅諾比」（英語：Ronobe），是所羅門王72柱魔神中排第27位的魔神。別名「隆威」（Romwe）、「羅奈威」（Roneve）、 「羅諾威」（Ronove）等。指揮著地獄19支步兵師團的伯爵兼侯爵。

## 流行文化
中国游戏《原神》中的角色若娜瓦（Ronova），为「原初四影」之一的「死之执政」，其名字来源于罗诺比的别名罗诺威（Ronove）。